# Symfonie nr. 46 (Hovhaness)
Alan Hovhaness voltooide Symfonie nr. 46 opus 347 "To the green mountains" in 1980. Bergen zijn bij Hovhaness een geliefd onderwerp voor composities.
De muziek behandelt een wandeling in de bergen en is qua onderwerp vergelijkbaar met Ein Alpensinfonie van Richard Strauss. De muziek verschilt daarentegen hemelsbreed. Strauss wordt vooral gezien al vertegenwoordiger van de late Romantiek met Sturm und Drang; Hovhaness ontbeert het aan dat laatste, zijn muziek is ingetogen romantisch. De wandeling van Hovhaness door de bergen in van rustige haast meditatieve aard. Ook in deze symfonie greep Hovhaness terug op basisbegrippen uit de klassieke muziek.
De symfonie heeft een traditionele indeling van vier delen, de gebruikelijke structuur van de symfonie ontbreekt:
1. Prelude
2. Aria, Hymne en Fuga
3. Rivier- en bosmuziek
4. Bergonweer en Dankzegging.

De prelude bestaat uit een samenspel tussen de houtblazers die uitmondt in een klaagzang in zevenkwartsmaat. De titel van deel 2 spreekt voor zich; een aria in de dwarsfluit wordt ondersteund door zeer licht materiaal in het orkest: harp, vibrafoon en pizzicato spelende strijkinstrumenten. Vooral de vibrafoon met haar licht glinsterend geluid geeft de lichtgloed in de bergen goed weer. De hymne is weer in zevenkwartsmaat. In zowel hymne als fuga worden de blaasinstrumenten ingezet als voorname partij. Deel 3 valt in twee secties uit een; een stromende rivier en bos. De rivier weergegeven door de hobopartij wordt begeleid door harp, tweede hobo en opnieuw pizzicato spelende strijkers. Het bos wordt hier niet dreigend neergezet; het is meer een sprookjesbos met dansachtige muziek in de dwarsfluiten. Deel 4 begint onrustig met de van deze componist gebruikelijke senza misura; elke musicus met stem speelt een fragment in eigen tempo en blijft dat fragment herhalen totdat de dirigent besluit verder te gaan met het werk. Het geeft enige dreiging weer, maar die blijft grotendeels op de achtergrond. Ook de percussie die hierbij ingeschakeld wordt speelt uitermate ingetogen. Hoewel redelijk lieflijk is zo’n thema niet geschikt als afsluiting van de Hovhaness-symfonie. De afsluiting is dan ook weer een hymne als dankzegging. Deze hymne heeft als basis een zevenkwartsritme, dat Hovhaness vaker gebruikte. In plaats van de (bijna) altijd gebruikte verdeling 3 om 4 tellen of andersom, bestaat zijn basis uit 3 halve noten (per stuk 2 tellen) en twee achtste noten (per stuk een ½ tel). De hymne wordt besloten met klokkengelui.
De uitvoering, van deze op het gehoor vrij eenvoudige symfonie, werd gegeven door het Vermont Symphony Orchestra aan wie het ook is opgedragen. De eerste uitvoering vond plaats in mei 1981.

## Orkestratie
De orkestratie past in de traditie van de romantiek:
- 3 dwarsfluiten, 3 hobo’s, 2 klarinetten, 2 fagotten;
- 4 hoorns, 3 trompetten, 3 trombones, 1 tuba
- 1 stel pauken, 3 man / vrouw percussie, 1 harp;
- violen, altviolen, celli, contrabassen

## Discografie
- Uitgave Koch International: Vahktang Jordania leidde het KBS Symfonie Orkest in een opname van april 1993. KBS is een omroep van Zuid-Korea. De muziek van Hovhaness sluit vaak aan op muzikale tradities uit Oosterse regio; hij verbleef daar dikwijls om de plaatselijke muziek te bestuderen. (niet meer verkrijgbaar)